# Polyscias compacta
Polyscias compacta är en araliaväxtart som beskrevs av Lowry och G.M.Plunkett. Polyscias compacta ingår i släktet Polyscias och familjen Araliaceae. Inga underarter finns listade.